# Árpád Mihály
Árpád Mihály (n. 27 iunie 1980, Miercurea Ciuc, România) este un sportiv maghiar din România, căpitanul echipei de hochei ASC Corona 2010 Brașov (din 2014).